# 卡尔·古斯塔夫·伊特

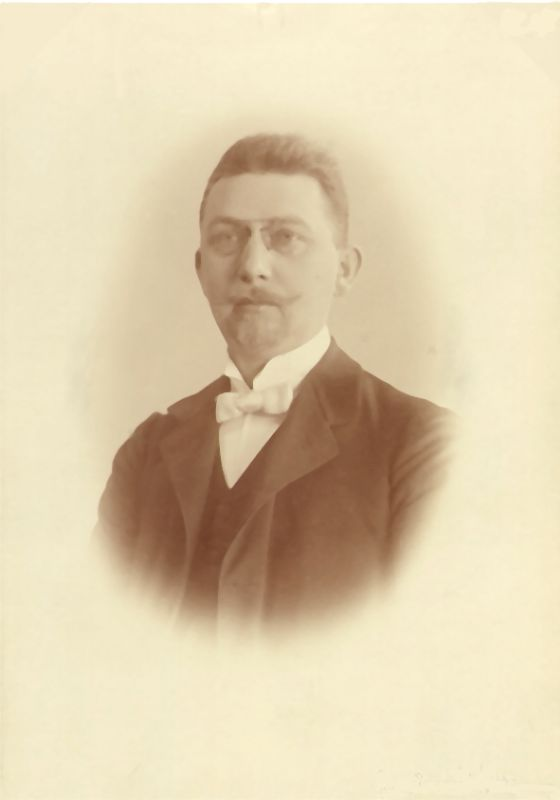
卡尔·古斯塔夫·伊特

| 小行星422 | 1896年10月8日 |
| 爱神星    | 1898年8月13日 |

卡尔·古斯塔夫·伊特（德語：Carl Gustav Witt，1866年10月29日—1946年1月3日），是一名德国天文学家。
他发现了两个小行星，其中最著名的是433号小行星爱神星，人类历史上发现的第一颗轨道接近地球的小行星（现在被归类为阿莫尔型小行星）。另一颗是小行星422，以他工作的城市柏林命名。
为了表彰他的贡献，小行星2732（2732 Witt）以他的名字命名。